# 中津峰森林公園
中津峰森林公園（なかつみねしんりんこうえん）は、徳島県徳島市と勝浦郡勝浦町の境界に位置する中津峰山にある森林公園である。森林公園一帯は東山渓県立自然公園に指定されている。

## 概要
徳島市最高峰の中津峰山（773m）に位置し東山渓県立自然公園の一部である。徳島市八多町殿蔵と勝浦町東婆羅尾の市有林を森林公園として整備している。展望台からは徳島市を一望できる他、淡路島や和歌山県が望める。
周辺には丈六寺、如意輪寺、八多五滝、婆羅尾峠等の景勝地も存在する。

## 交通
- 徳島バス八多・五滝・大久保行き「多家良」下車。